# Даттатрея

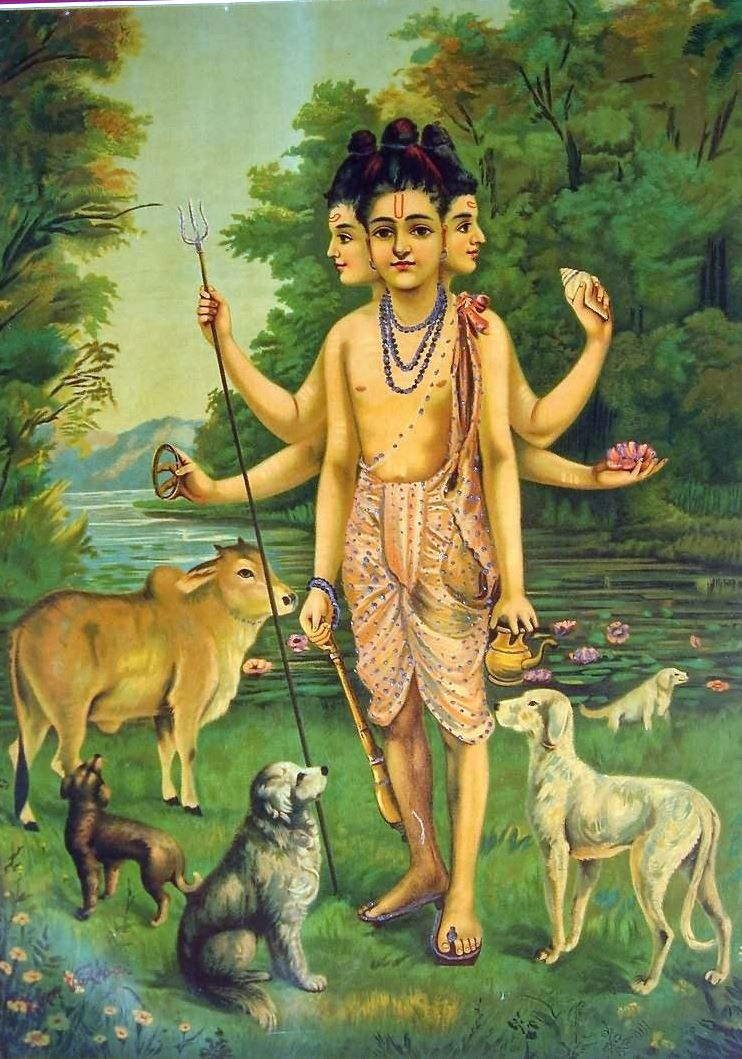
Даттатрея. Автор Раджа Раві Варма, 1910

Даттатрея — Представлення Вішну як Трімурті. Даттатрея - втілення одразу трьох богів: Брахми - творця, Вішну - зберігача і Шиви - руйнівника, є одним з найшанованіших божеств в Індії.

## Зображення Даттатреї
Зображується в трьох видах:
1. Як три окремих боги, що стоять або сидять поруч один з одним, і тримають атрибути відповідних богів і сидять вехом на своїх ваханах;
2. Вішну в сидячій позі, але має корону Шиви і прикраси Шиви;
3. З трьома головами, кожна з яких представляє одного з богів Індуїстської Трімурті, супроводжується чотирма собаками — чотирма Ведами.

Втілився імовірно 8000 років тому в сім'ї великих святих: Атрі і Анасуї (як це описує Бхаґавата-Пурана, Четверта Скандга), і покинув рідний будинок в ранньому віці заради пошуків Абсолюту. Ваблений духом пізнання Даттатрея перебував у постійній мандрівці, є відомості, що він найчастіше відвідував Майсур, Махараштру, Раджастан, Гуджарат і особливо перебуває в ньому гору - Гірнар . Зрештою, він досяг самореалізації недалеко від села, сьогодні відомої, як Гангапур. Також він багато років медитував на горі Абу (Раджастан) де і дав свою першу проповідь, тепер на цій горі побудований храм Даттатреї.

## Втілення Даттатреї
Що до часу смерті цього втілення трьох богів - то про це немає ніяких даних, і багато хто вважає, що він живе досі. Тим не менш, його втіленнями проголошували таких осіб:
- Шрі Хайдакхана Вале Баба також відомий як Хайдакханскій Бабаджі, або Бабаджі Незбагненний також відомий як аватар Шиви. Бабаджі жив з 1970 по 1984 роки в районі Кумаон у підніжжя Гімалаїв і проповідував вчення, суть якого укладена в словах: Істина, Простота і Любов.
- Шріпада Шрі Валлабга що народився в селі Пітапур. Згідно з легендою його мати - благочестива жінка на ім'я Суматі дала подаяння самому Даттатреї, і той, задоволений її побожністю дозволив їй просити нагороди. Суматі сказала, що у неї є діти але всі вони каліки і висловила бажання отримати сина, який був би дорівнює самому Даттатреї. Даттатрея подумав, що ніхто не може бути рівний йому, але все ж благословив жінку і незабаром народився її сином.
- Шрі Нарасімха Сарасваті - це наступна інкарнація Шріпада Шрі Валлабхі і його життя описана в писанні під назвою «Гуру - чарітра». Ще коли Шрі Нарасімха Сарасваті був маленьким хлопчиком астрологи передбачили, що він не буде пов'язаний мирським життям, володітиме маха-сидх і мудрістю, і врешті-решт стане світовим Учителем.
- Шрімад Парамахамса Парівраджакачарья Садгуру Шрі Васудевананда Сарасваті Свамі Махарадж, що народився в 1854 і помер у 1914, жив у Гарудешварі (Гуджарат), а також був мандрівним відлюдником.
- Аккалькот Махарадж, відомий також як Свамі СамАрт, але оскільки він увійшов до махасамадхі (покинув тіло) в Аккалькоте був також названий Аккалькот махараджі.
- Саї Баба з Ширді що народився в тридцятих роках XIX століття (точна дата народження не відома) і пішов з тіла в 1918 році. Біографію цього втілення, складену з його благословення можна прочитати в книзі "Шрі Саї Сатчаріта" ("Нектар безсмертя Саї").
- Шрі Ганапаті Сатчітананда - це повне втілення Даттатреї живе і донині, також відомий як музичний гуру і відзначився тим, що його проповіді є концертами цілющою і медитативної музики. Саме за допомогою музики він викладає вище знання, яке неможливо передати словами і можна отримати тільки з серця в серце, а також переживши на власному досвіді

## Вчення Даттатреї
Що до вчення Даттатреї, то воно характеризується аскетичністю, свободою і хоробрістю суджень, а також відкиданням більшості регулюючих правил, характерних для впорядкованого соціуму з його чіткою ієрархією. Це виражається, наприклад, в нелояльності до індійської кастової системі, за що Даттатрея був сильно не любимий ортодоксальними браманами. Хоча Датта визнавав необхідність каст в системі мирських відносин, але стверджував, що кожна людина повинна піднятися до такого рівня усвідомленості, де система каст не має ніякого значення.
Саму суть вчення Даттатреї можна коротко описати всього трьома словами, які він сам часто згадував у своїх писаннях. Ці три слова неможливо точно перекласти одним словом з санскриту, адже вони є не тільки глибокими філософськими поняттями, а й етапами на шляху духовного розвитку. Спробуємо коротко описати їх суть:
- Пратібха (інсайт, осяяння, пробудження, усвідомлення, мудрість, саторі і т.д.) - це такий прояв віджнанамая коші (розуму) і досвід внутрішньої мудрості, який досягається тільки наполегливою духовною практикою (основою якої є йогічна дисципліна і медитація). Його неможливо досягти отриманням нової інформації, роздумами або прихильністю догмам. Пережив хоча б одного разу Пратібху більше не потребує керівництва ззовні так як отримує мудрість зсередини.
- Сахаджа (природність, легкість, спонтанність без боротьби, бажання і планування) - стан абсолютної свободи і миру, природне духовне зростання без проходження яким зовнішнім правилам, а також спонтанне отримання знання без будь-яких роздумів або застосування минулого досвіду. Послідовники дзен досягають Сахаджа шляхом НЕ логічних запитань, відповідь на які неможливо дати за допомогою розуму, але справжня сахаджа доступна тільки дітям і святим.
- Самараса (екстаз, усвідомлення Абсолютної Істини) - переживання цього досвіду передбачає радість і безтурботність , а також рівне ставлення абсолютно до всього і бачення себе у світі, а світ у собі. Це вищий ступінь духовного розвитку, вище навіть ніж самадхи .